# Aga Mikolaj
Aga Mikolaj (eigentlich Agnieszka Beata Mikołajczyk; * 7. März 1971 in Kutno, Polen; † 11. November 2021 in Łódź) war eine polnische Opernsängerin (Sopran).

## Leben

### Ausbildung
Aga Mikolaj studierte von 1990 bis 1996 an der Musikakademie Posen bei Antonina Kawecka. Während ihres Studiums erhielt Aga Mikolaj ein Stipendium der Universität für Musik und darstellende Kunst Wien. 1997 nahm Aga Mikolaj an Meisterklassen von Renata Scotto und 2001 von Dame Elisabeth Schwarzkopf teil, mit der sie bis zu deren Lebensende im Jahre 2006 alle ihre Rollen überarbeitete.

### Auszeichnungen zu Beginn ihrer Karriere
Zu Beginn ihrer Karriere gewann Aga Mikolaj mehrere Preise bei internationalen Gesangswettbewerben: 
- 1995 Spezialpreis des Ada-Sari-Wettbewerbs in Nowy Sącz (Polen).
- 1996 Publikumspreis und den G. F. Handel Award des 41. Internationalen Gesangswettbewerbes in ’s-Hertogenbosch/Holland,
- 1999 sowohl den 2. Preis als auch den Verdi Prize beim Internationalen Alfredo Kraus-Wettbewerb, Las Palmas.

### Karriere als Opernsängerin
Die künstlerische Laufbahn von Aga Mikolaj begann am Teatr Wielki in Posen (1995–2002), wo sie als Contessa (Le nozze di Figaro), als Pamina (Die Zauberflöte) und Rachel (La juive) auftrat. In derselben Saison gastierte sie auch am Teatr Wielki (Warschau) sowie an den Opernhäusern von Łódź, Breslau, Luxembourg, Heilbronn und Hannover. Außerdem trat sie auf internationalen Opern-Festivals auf. 
Ab September 2002 sang Aga Mikolaj an der Bayerischen Staatsoper München, wo sie Rollen übernahm wie Pamina und Erste Dame in Die Zauberflöte, Donna Elvira (Don Giovanni), Erstes Blumenmädchen (Parsifal), Ännchen (Der Freischütz), Drusilla (L’incoronazione di Poppea), Gretel (Hänsel und Gretel), Marzelline (Fidelio), Euridice (Orfeo ed Euridice), Najade (Ariadne auf Naxos), Almirena (Rinaldo), Musetta (La Bohème) und Gräfin Almaviva in Figaros Hochzeit.
Aga Mikolaj gastierte an europäischen Opernhäusern – beispielsweise am Aalto-Theater Essen (Pamina, Eva/Die Meistersinger von Nürnberg, Contessa/Le Nozze di Figaro), an der Opéra Bastille in Paris (Erste Dame), an der Wiener Volksoper (Micaela/Carmen), am Nationaltheater Prag (Donna Elvira), an der Deutschen Oper Berlin, am Opernhaus Graz und am Nationaltheater Mannheim. Im Jahr 2004 war Aga Mikolaj mit der Wiener Staatsoper auf Japan-Tournee, unter der Stabführung von Seiji Ozawa (Don Giovanni). Engagements in den USA und Kanada führten zu Auftritten in Chicago, Cleveland, Pittsburgh, Philadelphia, Providence und Montreal. 2006 gab Aga Mikolaj ihr Konzertdebüt in New York in der Avery Fisher Hall des Lincoln Centers. Ihr Glyndebourne-Opern-Festival-Debüt als Fiordiligi fand im Rahmen einer Tournee im Herbst 2006 statt. 
In der Saison 2008/2009 sang Aga Mikolaj die Rolle der Donna Elvira (Don Giovanni) am Opernhaus Monte Carlo, in Wiesbaden (Hessisches Staatstheater), in Tokyo (New National Theatre Tokyo), in Berlin (Staatsoper Unter den Linden) sowie beim Gastspiel der Wiener Staatsoper beim Frühlingsfestival in Budapest.
Aga Mikolaj starb im Alter von 50 Jahren an den Folgen einer COVID-19-Erkrankung.

### Verhältnis zu Elisabeth Schwarzkopf
Aga Mikolaj nahm nicht nur an den Meisterklassen von Elisabeth Schwarzkopf teil, sondern war auch von 2001 bis 2006 ihre Privatschülerin. Aufgrund des großen Talents von Aga Mikolaj entwickelte sich zwischen der Diva und ihrer Schülerin eine respektvolle Freundschaft. Im Jahre 2006 – kurz vor ihrem Tod – attestierte Elisabeth Schwarzkopf Aga Mikolaj schriftlich, „eine der schönsten Sopranstimmen unserer Zeit“ zu besitzen und „in Ihrer Generation eine würdige Nachfolgerin“ zu sein.

## Konzertrepertoire
Als Konzertsängerin verfügte Aga Mikolaj über ein breites Repertoire, das die Hauptwerke von Bach bis Penderecki umfasste. Einige Höhepunkte dieser Aktivitäten waren Konzerte mit Gustav Mahlers 4. Symphonie, sowie Beethovens Musik zu Goethes Trauerspiel Egmont mit Kent Nagano, Pendereckis The Seven Gates of Jerusalem in Valencia (Spanien) und Warschau sowie das Te Deum bei den Festivals in Colmar und Mecklenburg-Vorpommern. In solch unterschiedlichen Werken trat sie auch im Gran Teatre del Liceu in Barcelona, im Muziekcentrum Vredenburg in Utrecht und in der Gran Canaria Symphony Orchestra Hall in Las Palmas auf.
Zu den Dirigenten, mit denen Aga Mikolaj gearbeitet hat, gehören unter anderen Marco Armiliato, Philippe Auguin, Harry Bicket, Ivor Bolton, Jacques Delacôte, Gustavo Dudamel, Ádám Fischer, Michael Hofstetter, Philippe Jordan, Jiří Kout, Zubin Mehta, Kent Nagano, Cornelius Meister, Seiji Ozawa, Krzysztof Penderecki, Peter Schneider, Stefan Soltesz, Karl Sollak, Christoph Spering, David Stahl und Antoni Wit.

## Diskografie
- Glanert: Requiem für Hieronymus Bosch (RCO Live)
- Janáček: Glagolitische Messe (Pentatone)
- Penderecki: Symphonie Nr. 7, Seven Gates of Jerusalem (Naxos), nominiert für die Grammy Awards 2008
- Penderecki: Credo (Naxos)
- Schubert: Der vierjährige Posten / Die Zwillingsbrüder (Phoenix Edition)
- J. Strauss: Die Fledermaus (Capriccio)
- Aga Mikolaj singt Strauss & Mozart (jpc/cpo)